# خطة باروخ
خطة باروخ (بالإنجليزية: Baruch Plan) كانت مُقْتَرَحًا تَقَدَّمَتْ به الحكومة الأمريكية بتاريخ 15 يونيو 1946م إلى لجنة الطاقة الذرية التابعة للأمم المتحدة خلال أُولَى اجتماعاتها. وكان برنارد باروخ قد كتب معظم أجزاء المُقْتَرَح، وذلك استنادًا على تقرير آتشيسون-ليلينتال. (كانت الولايات المتحدة، وبريطانيا العظمى، وكندا قد طالبوا بتشكيل منظمة دولية لضبط استخدام الطاقة النووية، واستجابةً لذلك، طلب الرئيس الأمريكي وقتها هاري ترومان من مُسَاعِدَيْ وزير الخارجية دين آتشيسون وديفيد ليلينتال كتابة تقرير لتنفيذ ذلك.) واعتقادًا منه بأن الخطة تهدف إلى إبقاء الهيمنة النووية الأمريكية على العالم، رفضها الاتحاد السوفيتي في ديسمبر 1946م خلال لقاء مجلس الأمن التابع للأمم المتحدة والذي هدف للمُصَادَقَة على خطة باروخ، ثم جاءت بعد ذلك مرحلة الحرب الباردة من سباق التسلح النووي.

## أنظر أيضًا
- تقرير آتشيسون-ليلينتال
- الحرب الباردة
- المفاعل النووي الحراري التجريبي الدولي
- سباق التسلح النووي
- بيان راسل-أينشتاين
- دبلوماسية علمية
- لجنة الطاقة الذرية التابعة للأمم المتحدة